# Двайер, Карин
Ка́рин Эли́забет Два́йер (англ. Karyn Elizabeth Dwyer; 22 марта 1975, Корнер-Брук, Ньюфаундленд и Лабрадор, Канада — 25 сентября 2018, Торонто, Канада) — канадская актриса

, продюсер, сценаристка, режиссёр, кинооператор и монтажёр.

## Биография и карьера
Карин Элизабет Двайер родилась 22 марта 1975 года в  Корнер-Бруке (провинция Ньюфаундленд и Лабрадор, Канада) в семье Дональда (1944—1982, умер от рака) и Элизабет Двайер, став старшей из пяти детей в семье. У неё было четверо младших братьев и сестёр, в том числе Брэд, Барри и Пол, один из которых скончался в 1999 году.
Двайер обучалась актёрскому мастерству с Молодёжным театром. Она дебютировала на сцене в Центре искусств и культуры в возрасте 10 лет, сыграв главную роль «Алисе в Стране чудес» в постановке Театра Ньюфаундленда и Лабрадора и затем продолжила играть на сцене, выступая в разных театрах по всему Ньюфаундленду и Лабрадору. Она также выступала в школьных постановках, получила награды за актёрское мастерство, публичные выступления, пение и инструментальное выступление и писала для школьной газеты. Она переехала в Торонто, чтобы обучаться в Театральной школе Джорджа Брауна. Двайер посещала театральную школу в течение одного года, а затем начала обучаться с камерным актёрским классом Дэвида Ротенберга в Торонто, а затем с Мейснером Джона Ривена.
Начиная с 1993 года, Двайер сыграла более 50-ти ролей в кино и на телевидении, занималась озвучиванием. Одна из её наиболее известных ролей Мэгги в фильме 1999 года «Лучше шоколада». Также стала продюсером, сценаристом, режиссёром, оператором и монтажёром нескольких эпизодов телесериалов и короткометражных фильмов.
43-летняя Двайер покончила жизнь самоубийством 25 сентября 2018 года в Торонто.

## Избранная фильмография
| Год       |    | Русское название                           | Оригинальное название | Роль                      |
| --------- | -- | ------------------------------------------ | --------------------- | ------------------------- |
| 1994      | ф  | Газетчик                                   | The Paperboy          | Бренда                    |
| 1995—1996 | с  | Строго на юг                               | Due South             | Мэри Энн / Тиффани        |
| 1996      | с  | Дорога в Эйвонли                           | Road to Avonlea       | Лора                      |
| 1996—1998 | с  | Пси Фактор: Хроники паранормальных явлений | Psi Factor            | Секретарь / Карен Расселл |
| 1999      | ф  | Лучше шоколада                             | Better Than Chocolate | Мэгги                     |
| 2000      | аф | Сейлор Мун                                 | Sailor Moon           | Бесубесу                  |